# 펠라티오

펠라티오(영어: fellatio, fellation, blowjob, BJ, giving head, sucking off)는 커닐링구스의 반대적 개념으로서, 여성이 입술이나 혀로 남성의 음경을 빨면서 애무하는 것을 말한다. 일반적으로 여자가 남자에게, 주로 성인들끼리 행하지만, 동성애자의 남자들끼리, 또는 학생들 끼리도 가능하다.
어원은 라틴어의 동사 fellare(마시다)에서 왔다.

## 성병 위험
질이나 항문에 음경을 삽입하는 행위에 비해 성병의 감염 위험은, 특히 HIV의 경우, 현저히 낮다. 그러나 펠라티오를 해주는 사람(giver)의 입 안에 상처가 있는 경우 체액을 통하여도 성병에 감염될 수 있고, 반대로 펠라티오를 받는 사람에게 성병이 있을 경우 펠라티오를 해주는 사람(giver) 역시 성병에 감염될 수 있다. 따라서 성병 감염 여부에 대해 안심할 수 있는 상대방과 성적 관계를 맺는 것이 성병 예방에 중요하며 커닐링구스에 비해 필수적이지 않다.
성병을 예방하려면 파트너가 여러 명인 사람하고의 경우 콘돔이나 소시지 같은 것을 사용하여 구강 성교를 연습하는 것이 좋다.

## 펠라티오의 체위
- 남자는 눕거나 서고 여자는 엎드리거나 쪼그려 앉는 자세를 취한다. 여자는 남자의 생식기(음경)를 입 안에 넣고 빤다.

### 딥 스로팅
남성 성기를 목구멍까지 밀어 넣는 성행위를 말한다. 연구개를 건드릴 때 발생되는 자연 구토 반사로 인해 대부분의 사람들이 딥 스로트를 수행하는 것은 쉽지 않으며 턱 관절 질환 등의 위험을 수반한다. 또한 남성 성기 점막과 구강 내 점막이 접촉해서, 성병 감염의 위험이 크다. 목구멍의 점막이 섬세하게 되어 있기 때문에 남성 성기를 목구멍에 삽입하면 점막에 상처가 우려가 있고, 그 상처를 통해 인간면역결핍 바이러스 (HIV)에 감염되기 쉬워진다.

## 자극을 주는 부위
음경의 부위에 따라 자극하는 방법도 달라진다. 여성이 펠라티오를 하는 동시에 고환 등 음경 하부를 손으로 자극하는 것도 효과적이다. 음경은 음경근, 음경체 및 귀두의 3부분으로 구성되어 있다. 음낭, 음소에 대한 적절한 자극은 남성에게 뜻밖의 쾌감을 줄수도 있다.

## 사정
남자들은 펠라티오에 의해 쾌감의 절정에 흔히 도달하게 된다. 
이런 경우 상대방의 입 안이나 얼굴, 손, 유방, 엉덩이 등에 사정하기도 하며, 그렇게 사정된 정액을 먹기도 한다.

## 역사

### 세계
기독교가 비교적 널리 믿어지기 전에는 세계 대부분 지역에서 펠라티오가 광범위하게 보편적으로 이루어졌었다. 그 중에서도 고대 그리스, 로마 세계에서는 펠라티오와 이라마치오가 널리 애호되었으며, 오랄 섹스는 대단히 일반적인 행위로 받아들여지고 있었다.
기독교 문화권에서는 번식없이 쾌락만을 추구하는 행위라 하여 이를 혐오스럽게 여겼으나, 타 문화권에서는 번영의 상징으로 다루어지는 경우도 있었으며, 타 지역과 비교할 때 대범하게 묘사된 경우도 있다. 인도의 '카마수트라'에 묘사된 것 외에도 기원 1세기~ 7세기 무렵에 남미에서 번영했던 시판 문명의 출토품 중에도 펠라티오를 하고 있는 상들이 있다.
펠라티오라는 라틴어 명칭이 근대에 알려지게 된 것은 채플린의 두 번째 아내, 리타가 괴문서 '리타의 불만'에서 '그(채플린)에게서 펠라티오라는 '도착적 행위'를 강요 당했다'고 폭로했기 때문이라고 한다.

### 일본
고어로는 여러가지가 있는데 특히 샤쿠하치는 페니스를 일본 전통 악기에 비유해서 쓰는 말로 최근에는 잘 쓰이지 않지만 한국에서는 구강 성교를 의미하는 의미로 "사까시"로 변형되어 사용이 된다. 또한 발기한 음경을 옆에서 빠는 것을 속어로 '하모니타'라 한다.
헤이안 시대 초기에 편찬된 《일본영이기(日本靈異記)》에는, 비록 일본의 사례는 아니지만, 불경 속 인도의 설화로서 다음과 같은 펠라티오의 사례가 수록되어 있다.
| “ | 옛날 부처와 아난이 무덤가를 지나가는데, 남편과 아내 두 사람이 함께 음식을 마련하여 무덤에 제사를 지내며 통곡하고 있었다. 남편은 어머니를 그리워하며 울고, 아내는 부인을 기리며 울었다. 부처는 아내가 우는 소리를 듣고, 소리를 내어 탄식하셨다. 아난이 말하기를 "무슨 연유로 여래께서는 탄식하십니까"라 하였다. 부처가 아난에게 말하기를 "이 여인은 전생에 남자 아이를 한 명 낳았다. 깊이 사랑하는 마음을 가져서, 입으로 그 아들의 성기를 빨았다. 어미는 3년이 지나 갑자기 병을 얻었다. 목숨이 다 되었을 때, 아들을 쓰다듬으며 성기를 빨고, 이렇게 말하였다. 내가 다시 태어나는 내세마다, 늘 태어나서 부부가 되겠다고. 그녀는 옆집 딸로 태어났다. 마침내 아들의 아내가 되어, 자신과 남편의 뼈를 공양하며 지금 그리워하며 우는 것이다. 본말의 사정을 알기 때문에 내가 슬퍼할 따름이다"라고 말씀하셨다. | ” |
|   | — 교카이(景戒), 《일본영이기》 중권 제41 |   |

에도 시대의 시에 이 행위를 묘사한 내용을 보더라도 이 무렵 사람들에게는 드문 것이 아니었다고 볼 수 있다. 음경에 자극을 주는 행위로써도 행해졌지만, 사정 후 수그러든 음경을 자극하여 계속 성교를 즐기기 위해 더 많이 사용되었다. 지방에 따라서는 이 행위가 금지되었다는 내용도 당시 관리의 일기에 남아 있다.

### 요즘의 일본의 펠라티오
일본에서 이 행위가 널리 알려지게 된 것은 1972년에 공개된 미국 영화 중 펠라티오를 테마로 한 '딥 스로트(Deep Throat)'가 하나의 계기가 되었다. 영화 미디어에서도 당시 포르노에서는 펠라티오와 같은 오럴 섹스가 묘사된 적이 없었다는 점을 볼 때, 미국의 포르노 영상 등의 영향에 의해 일본에 퍼졌다고 할 수 있을 것이다.

## 성문화 산업의 펠라티오
성문화 산업을 운영하는 점포(성문화점)의 대다수는 펠라티오를 서비스 중 하나로 정해놓고 있다(소프 랜드, 핑크 살롱, 패션 헬스, 우리센 등) 고급 소프랜드 등에서는 손님의 바지를 내리고 바로 펠라티오를 하는 서비스도 있다. 또한 성문화의 변화에 따라 펠라티오에서 파생된 어구가 AV를 시작으로 다양한 상황에서 쓰이고 있다.

## 같이 보기
- 오토펠라티오
- 딥 스로팅
- 이루마티오
- 구강성교